# Woranet Tornueng
Woranet Tornueng (* 30. September 1990 in Bangkok) ist ein thailändischer Fußballspieler.

## Karriere
Woranet Tornueng stand bis Ende 2012 beim Nakhon Ratchasima FC unter Vertrag. Wo er vorher gespielt hat, ist unbekannt. Der Verein aus Nakhon Ratchasima spielte in der zweiten thailändischen Liga, der Thai Premier League Division 1. 2013 wechselte er zu Bangkok United. Der Verein aus der Hauptstadt Bangkok spielte in der ersten Liga, der Thai Premier League. Die Saison 2016 stand er beim Ligakonkurrenten BBCU FC unter Vertrag. Für den Bangkoker Verein absolvierte er elf Erstligaspiele. Ende 2016 stieg er mit BBCU in die zweite Liga ab. 2017 war er vertrags- und vereinslos. Phrae United FC, ein Drittligist aus Phrae, verpflichtete ihn für die Saison 2018. Nach Vertragsende ist er seit Anfang 2019 vertrags- und vereinslos.